# Kaşar

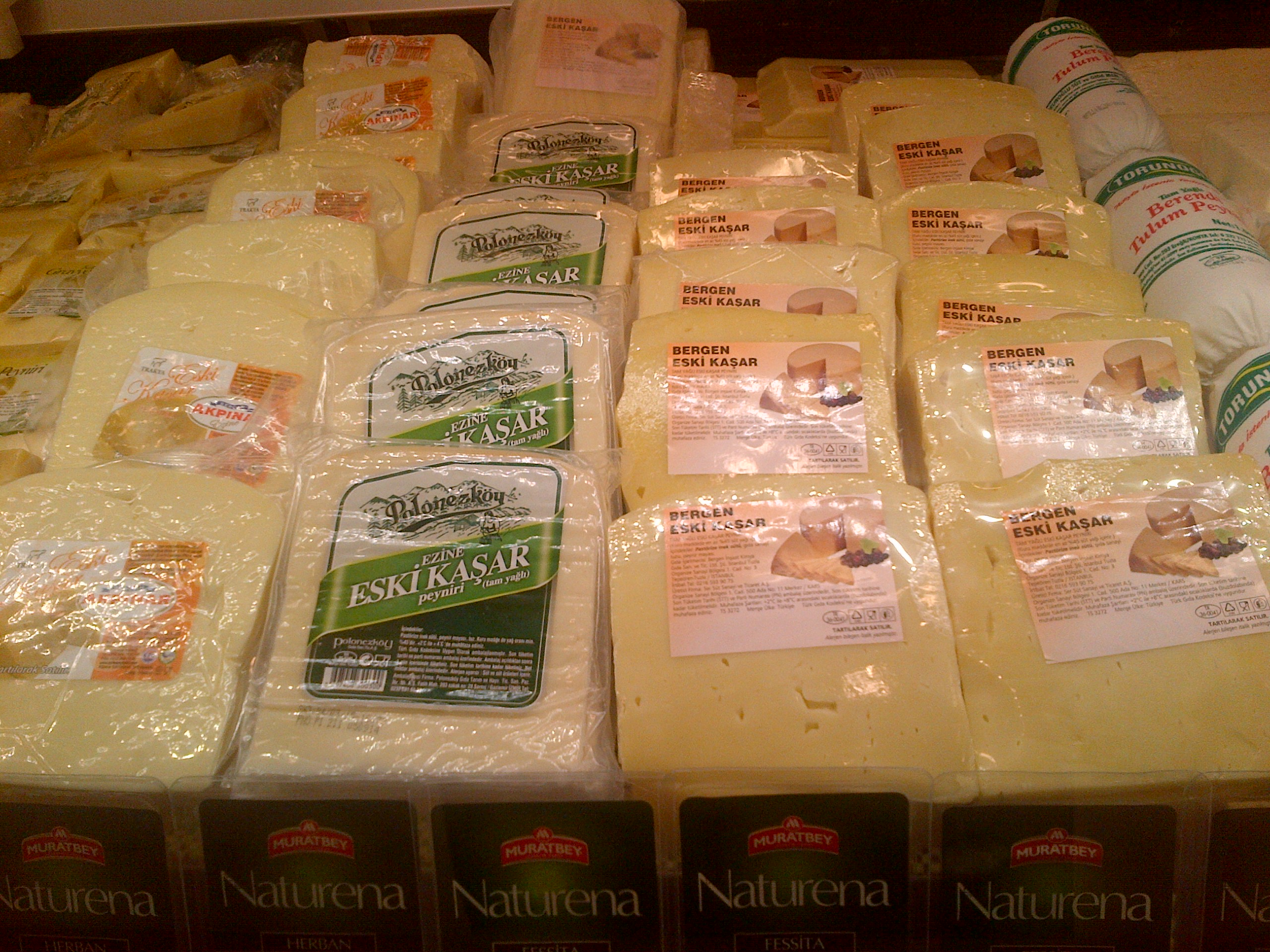
Kaşar, Sorte „eski“ (alt), wie die Beispiele im Bild, ist sehr ähnlich wie Manchego-Käse.

Kaşar („Kaschar“) ist ein türkischer Schnittkäse, der ursprünglich hauptsächlich aus Schafmilch oder auch Ziegenmilch hergestellt wurde. Man geht heute aber immer häufiger dazu über, Kaşar-Käse aus Kuhmilch herzustellen. Er wird heutzutage fast ausschließlich industriell aus behandelter, pasteurisierter Milch und nicht aus Rohmilch produziert.
Bekannteste und zugleich auch einer der teuersten Sorten, ist der sogenannte Kars-Kaşar aus der gleichnamigen nordöstlich gelegenen Provinz in der Türkei.
Kaşar ist eng mit dem Kasseri, der aus Griechenland stammt und dem Kaschkawal aus Bulgarien verwandt. Assyrer nutzen den Käse, um das traditionelle assyrische Käsegericht Gupta Tomirta (reichsaramäisch ܓܘܒܬܐ ܜܘܡܪܬܐ, wörtlich „begrabener Käse“) herzustellen – das unter anderem mit Kumin gewürzt wird.
Dieser Käse wird (zum Frühstück) auf Brot gegessen, auf Toastbrot gelegt oder kann auch in Sandwiches verwendet werden. Kaşar lässt sich auch gut überbacken, da er je nach Sorte relativ gut schmilzt.
Heutzutage wird in der Türkei umgangssprachlich praktisch jeder Hart- oder Schnittkäse einfach „Kaşar“ genannt.

## Aussehen / Geschmack
Kaşar hat eine helle bis weiße Farbe; die Konsistenz ist geschmeidig bis fest. Die Sorte Kars ist hingegen wegen der längeren Lagerung bzw. Reifung ein wenig fester und auch leicht dunkler in der Färbung. Die Geschmacksvielfalt reicht von mild bis leicht würzig, wobei auch hier wieder Kars ein wenig pikanter ist.
Das Aroma lässt sich am ehesten mit einem milden Provolone oder geschmacklich mit einem milden Gouda oder Havarti vergleichen. Dabei spielen aber die Löcher im Käse beim Kaşar nicht unbedingt eine Rolle; sie stellen kein Qualitätsmerkmal dar; zu große Löcher sind gar unerwünscht.

## Geschichte
Das erste Mal wird Kaşar peyniri („Kaşar-Käse“) um das Jahr 1900 im damals Osmanischen Reich erwähnt. Dies ist kulturhistorisch gesehen relativ spät, wenn man die ersten Erwähnungen von europäischen Käsesorten beachtet. Wie auch der Name der teuersten Sorte nahelegt, kommt diese Art der Herstellung in der Türkei erstmals aus der Provinz Kars und wurde sehr wahrscheinlich von Russland übernommen. Dieses Gebiet wurde gegen Ende des 18. Jahrhunderts zwischen Osmanen und Russen über mehrere Jahre hinweg umkämpft, und es gibt noch weitere kulturelle Austausche aus dieser Zeit. Während der Zeit der russischen Herrschaft über das Gebiet von Kars wurden dort u. a. deutsche und Schweizer Kolonisten angesiedelt, nicht zuletzt, weil sie als Spezialisten in der Milchverarbeitung angesehen wurden. Diese Art der Käseherstellung war den Türken vorher nicht bekannt, sie kannten bis dahin nur den Salzlakenkäse oder die noch viel ältere Rezeptur der ursprünglich zentralasiatischen Yörük des sogenannten Çökelek, einer Art von Sauermilchkäse.